# Torrebaja (Valencia)
Torrebaja (valencianisch Torrebaixa) ist eine Gemeinde (municipio) mit 391 Einwohnern (Stand: 2024) im Norden der Provinz Valencia und in der Valencianischen Gemeinschaft in Spanien. Sie ist in der Comarca Rincón de Ademuz, einer Exklave der Valencianischen Gemeinschaft gelegen, die im Norden von der Provinz Teruel in Aragonien und im Süden von der Provinz Cuenca (Kastilien-La Mancha) umgeben ist. Neben dem Hauptort Torrebaja gehört auch die kleine Ortschaft Torrealta zur Gemeinde.

## Lage
Torrebaja liegt am Río Turía etwa 130 Kilometer nordwestlich von Valencia in einer Höhe von ca. 760 m.

## Geschichte
Am 26. November 1938 kam es hier zu einer folgenschweren Bombardierung der republikanischen Streitkräfte. Neun Sturzkampfbomber des Typs Junker hinterließen eine Spur der Verwüstung.

## Bevölkerungsentwicklung
Quelle: INE, 1900–2021: Volkszählungen

## Sehenswürdigkeiten
- Marinenkirche in Torrebaja
- Annenkirche in Torrealta
- Josephskapelle
- Rochuskapelle

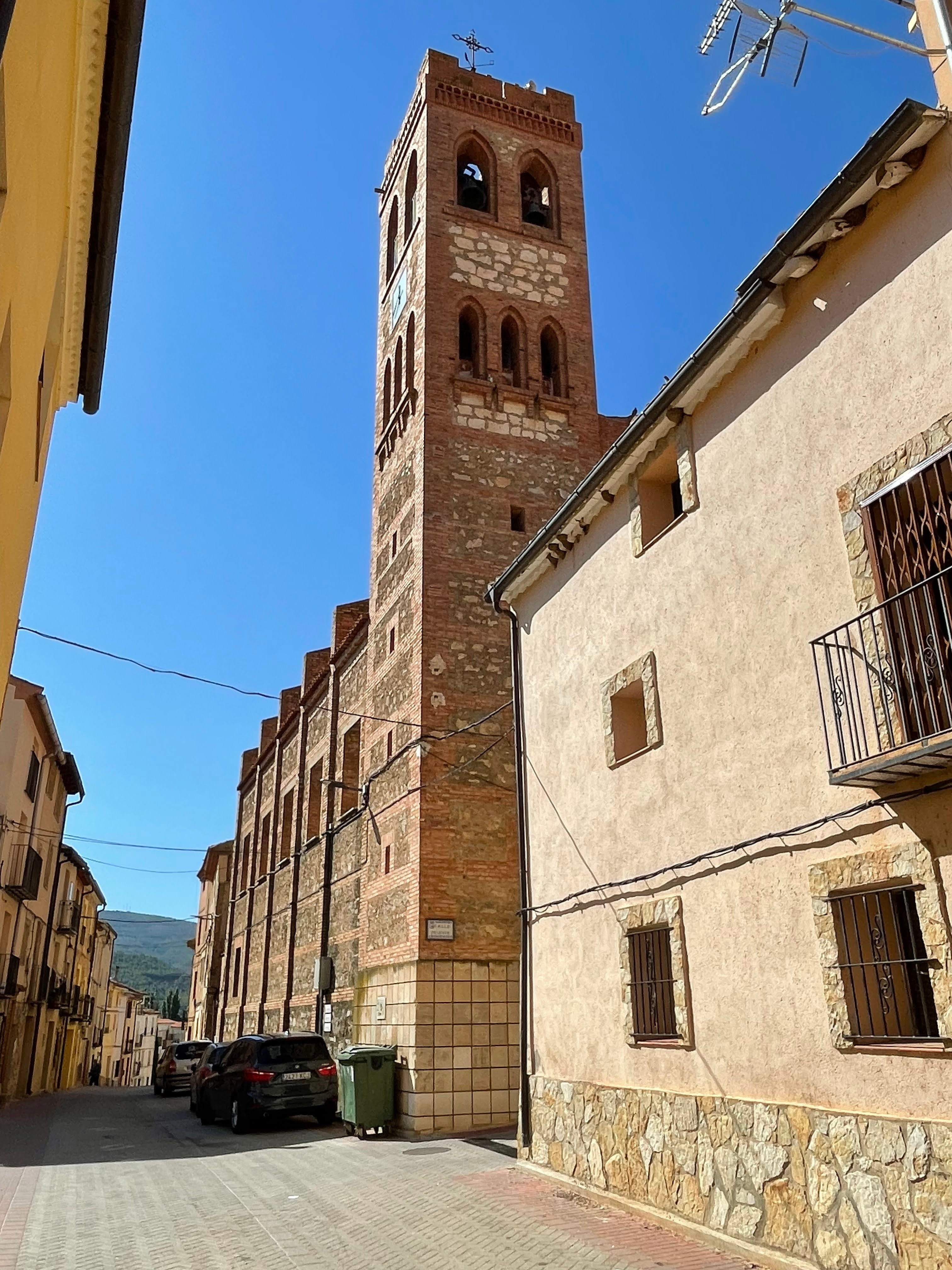
Marinenkirche
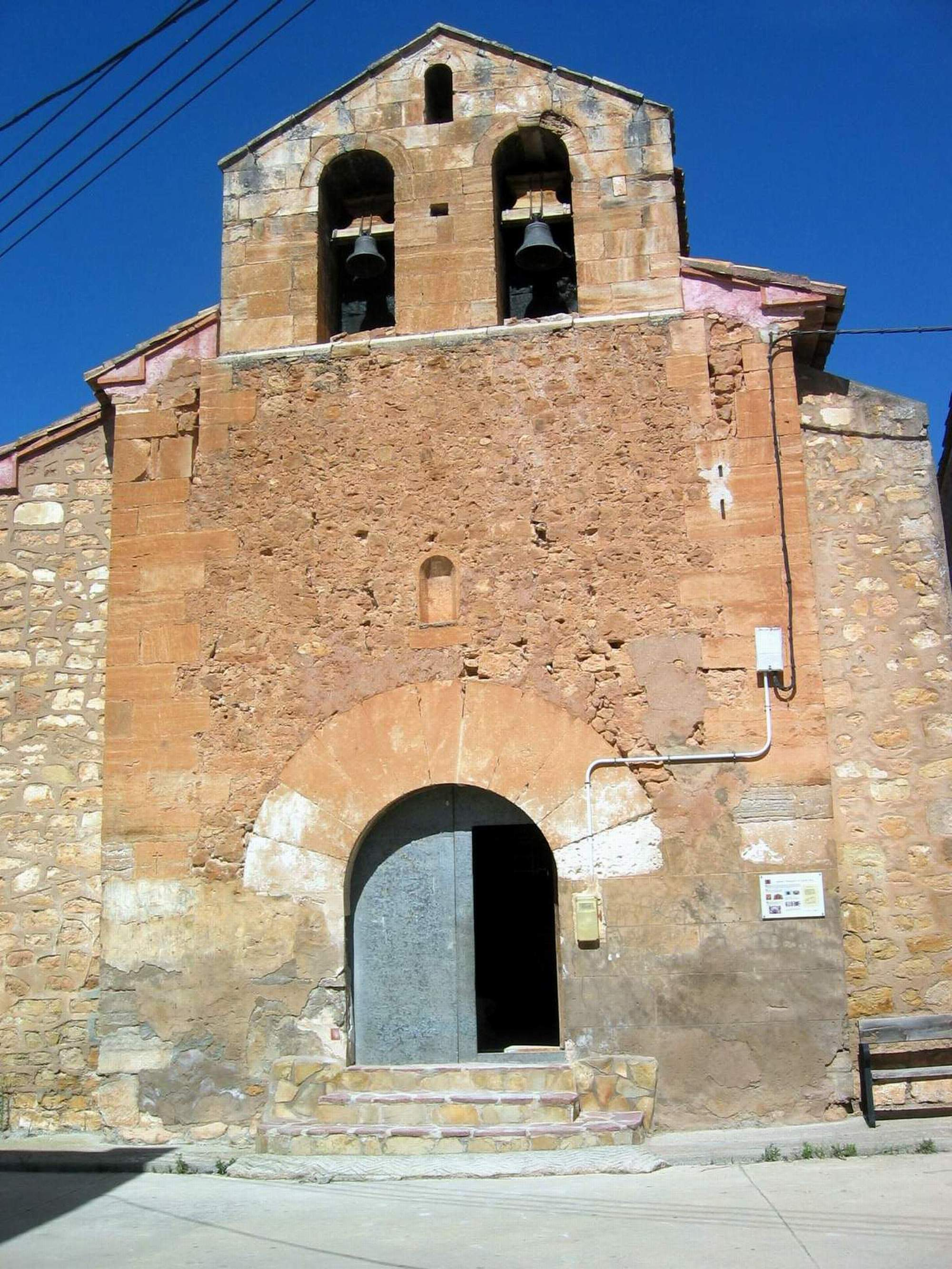
Annenkirche
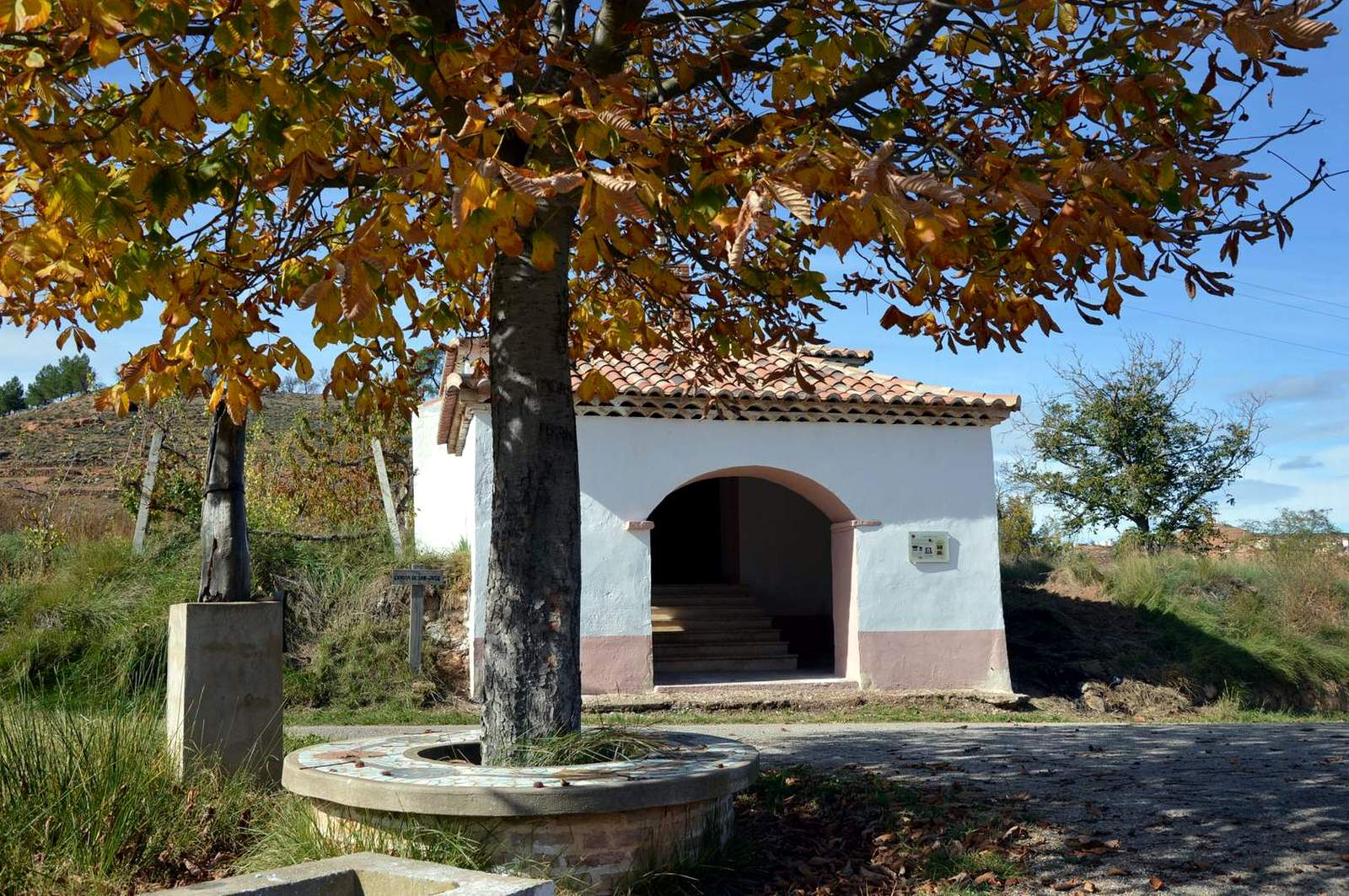
Josephskapelle
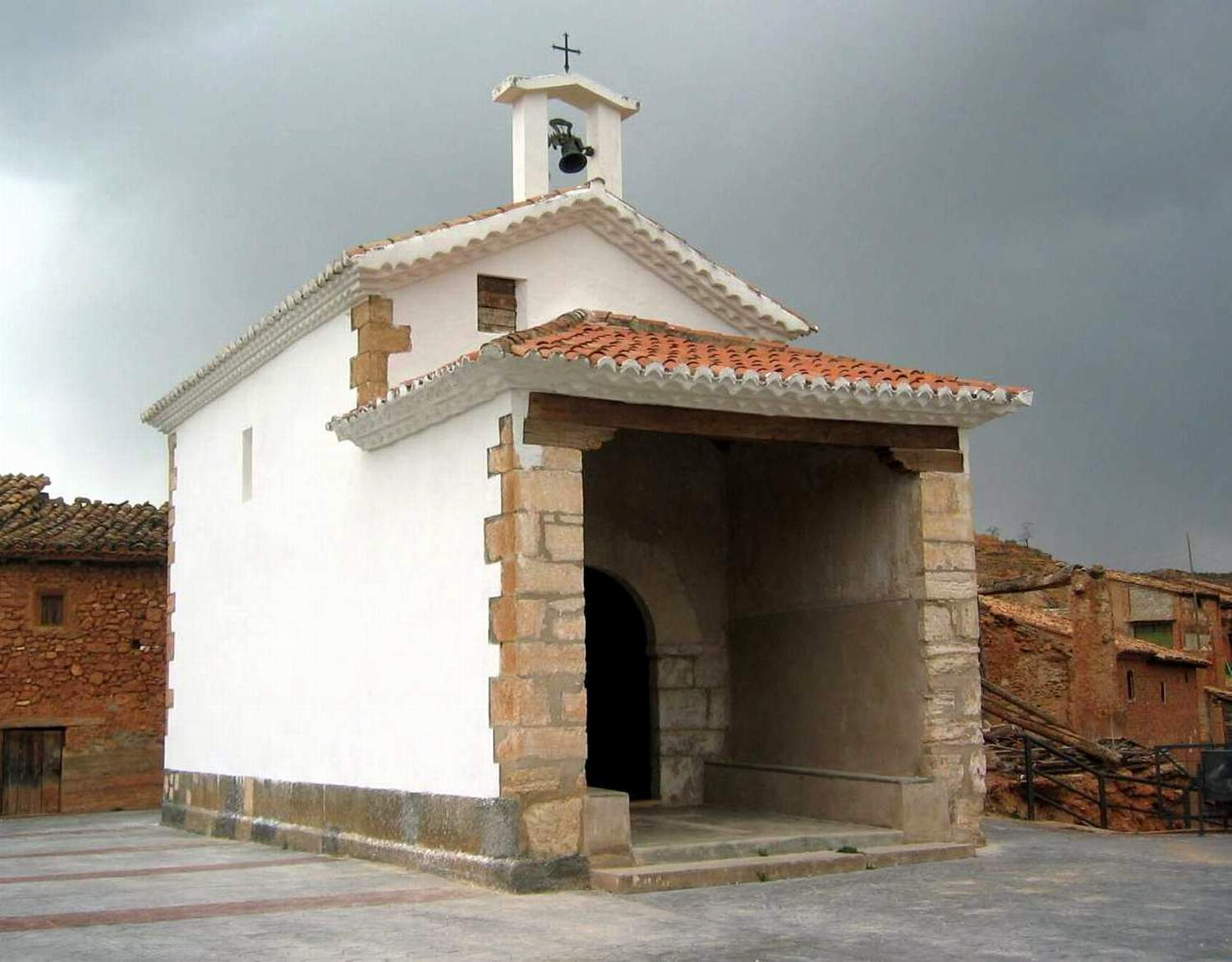
Rochuskapelle
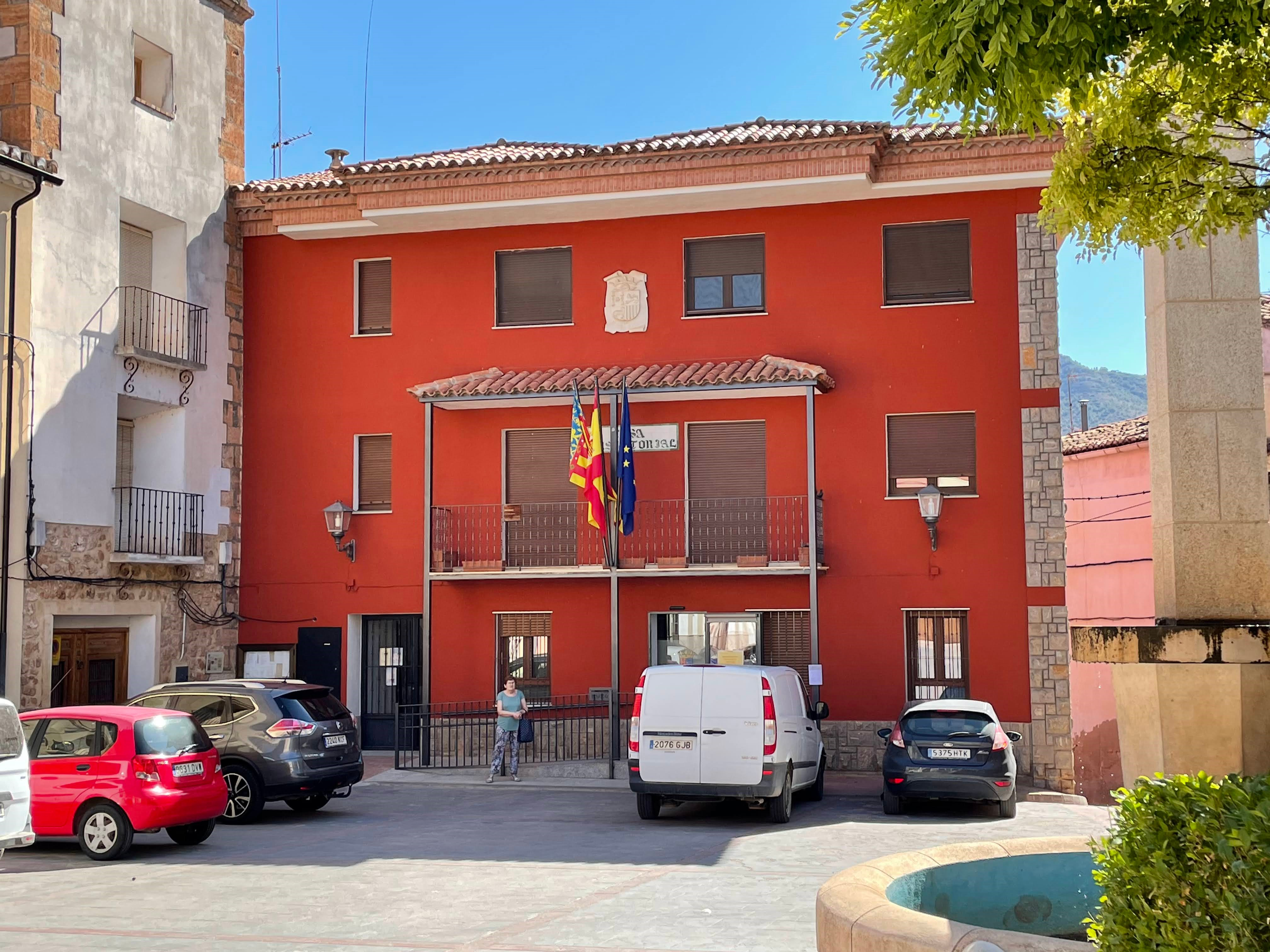
Rathaus